# Mecidiye, Keşan
Mecidiye là một thị trấn thuộc huyện Keşan, tỉnh Edirne, Thổ Nhĩ Kỳ. Dân số thời điểm năm 2011 là 936 người.